# Glossocratus greeni
Glossocratus greeni är en insektsart som beskrevs av William Lucas Distant 1912. Glossocratus greeni ingår i släktet Glossocratus och familjen dvärgstritar. Inga underarter finns listade i Catalogue of Life.